# Кобеха
Кобеха (ісп. Cobeja) — муніципалітет в Іспанії, у складі автономної спільноти Кастилія-Ла-Манча, у провінції Толедо. Населення — 2444 особи (2010).
Муніципалітет розташований на відстані близько 45 км на південь від Мадрида, 23 км на північний схід від Толедо.

## Демографія
Динаміка населення (INE ):

## Галерея зображень

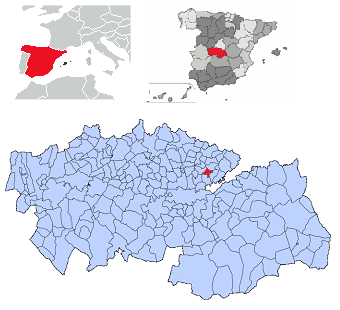
Розташування муніципалітету у провінції Толедо
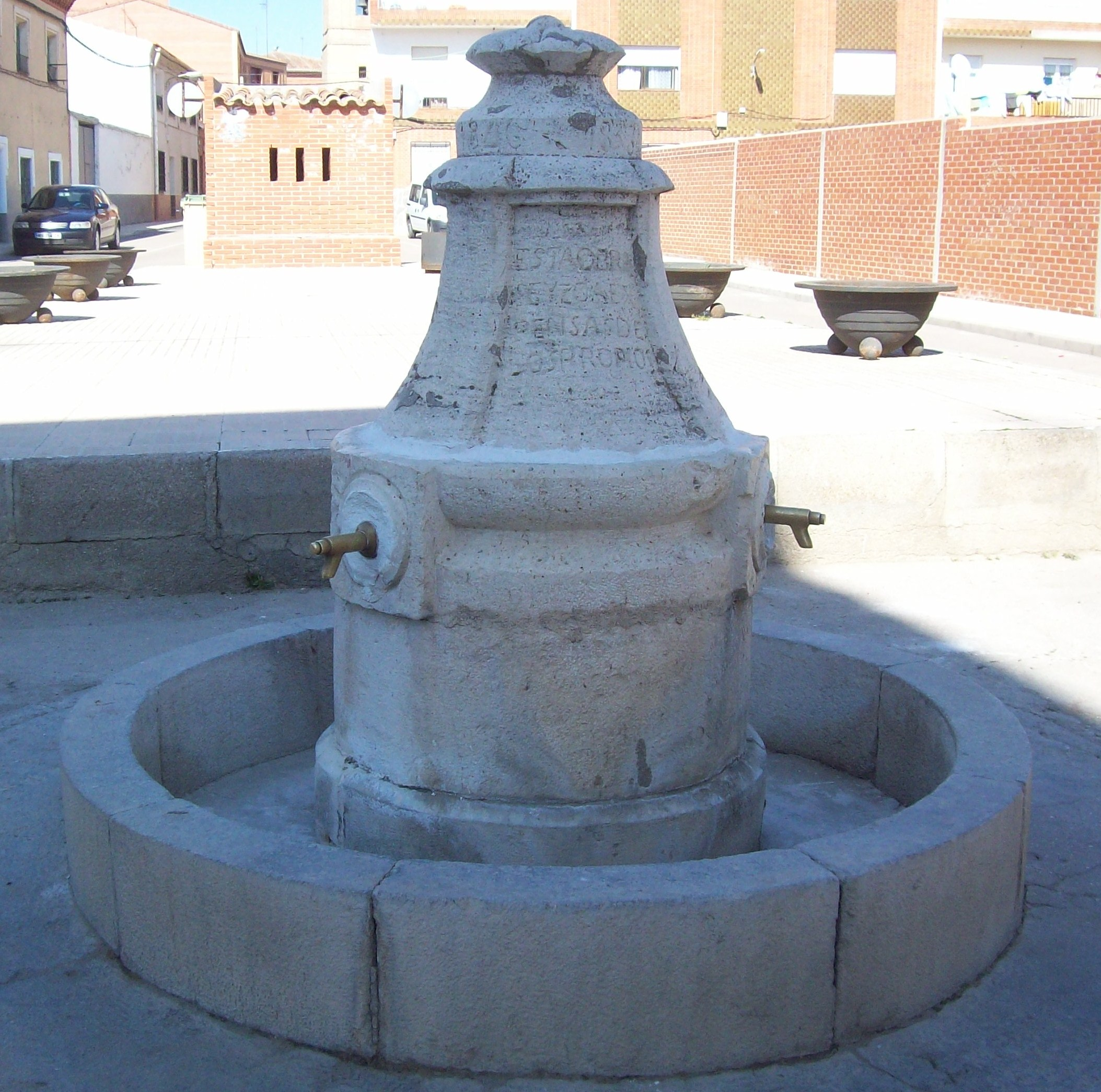
Фонтан
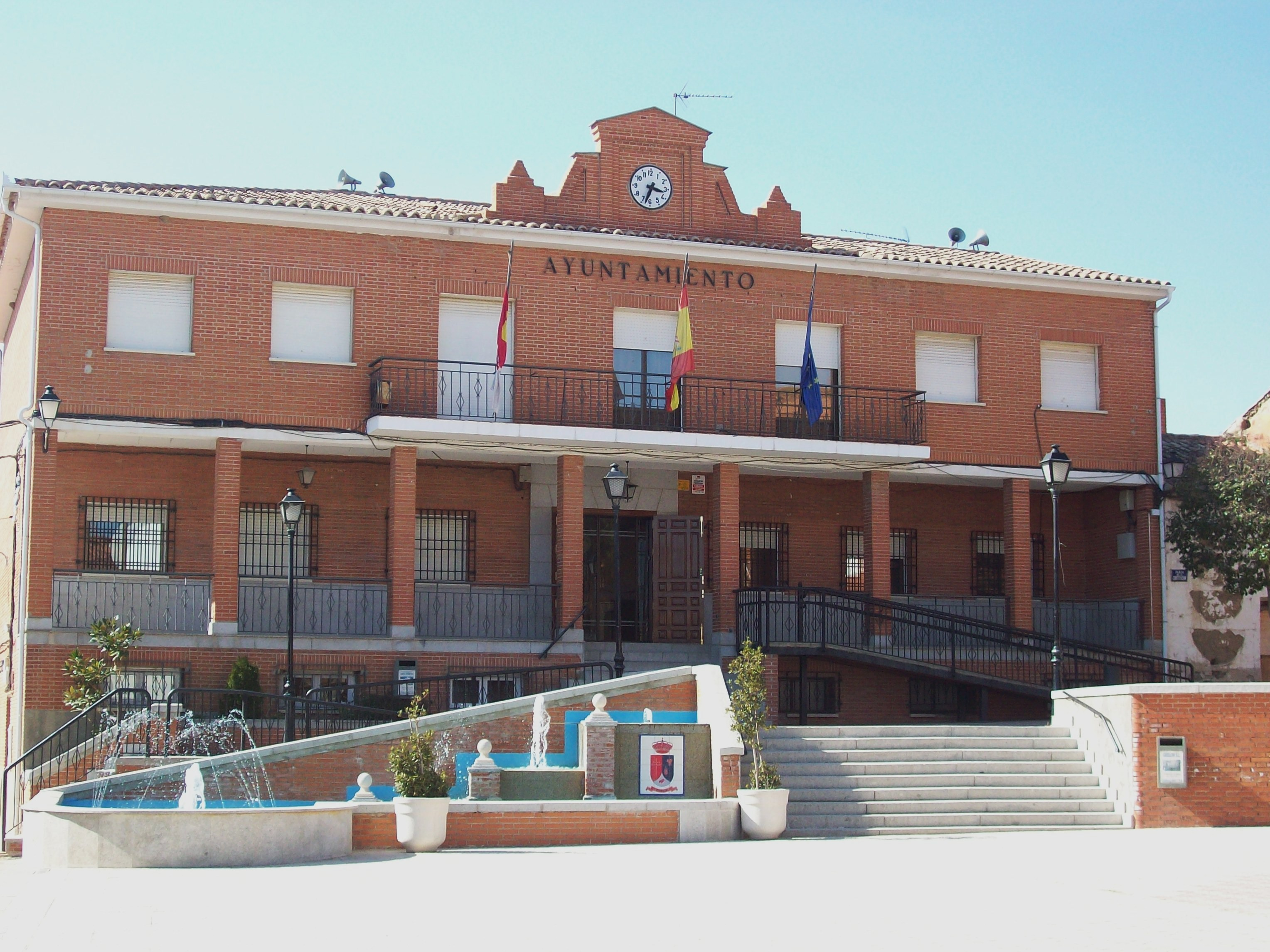
Муніципальна рада